# Питсфилд (Масачусетс)
Питсфилд (енгл. Pittsfield) град је у америчкој савезној држави Масачусетс. По попису становништва из 2010. у њему је живело 44.737 становника.

## Демографија
Према попису становништва из 2010. у граду је живело 44.737 становника, што је 1.056 (2,3%) становника мање него 2000. године.
| Група             | 2000.          | 2010.          |
| Белци             | 41.951 (91,6%) | 38.437 (85,9%) |
| Афроамериканци    | 1.674 (3,7%)   | 2.369 (5,3%)   |
| Азијати           | 533 (1,2%)     | 550 (1,2%)     |
| Хиспаноамериканци | 934 (2,0%)     | 2.225 (5,0%)   |
| Укупно            | 45.793         | 44.737         |